# Schéma d'axiomes de remplacement
Le schéma d'axiomes de remplacement, ou schéma d'axiomes de substitution, est un schéma d'axiomes de la théorie des ensembles introduit en 1922 indépendamment par Abraham Adolf Fraenkel et Thoralf Skolem. Il assure l'existence d'ensembles qui ne pouvaient être obtenus dans la théorie des ensembles de Ernst Zermelo, et offre ainsi un cadre axiomatique plus fidèle à la théorie des ensembles de Georg Cantor. En ajoutant à la théorie de Zermelo le schéma d'axiomes de remplacement, on obtient la théorie de Zermelo-Fraenkel, notée ZFC ou ZF suivant que l'on comprend ou non l'axiome du choix. Pour abréger, on dit souvent schéma de remplacement, ou schéma de substitution.
Ce schéma étend le schéma d'axiomes de compréhension de la théorie de Zermelo. Son utilité n'intervient pas immédiatement. Il permet entre autres d'avoir « suffisamment » d'ordinaux, par exemple de définir la « suite » des alephs de Cantor, une suite — indexée par les ordinaux — d'ensembles qui sont eux-mêmes des ordinaux et qui représentent les cardinaux en présence de l'axiome du choix.

## Le schéma d'axiomes
Informellement, le schéma de remplacement énonce que, un ensemble étant donné, les images de ses éléments par une relation fonctionnelle forment un ensemble.
Dit ainsi, cela peut paraître plus simple que cela n'est réellement. Il faut préciser ce que l'on entend par « relation fonctionnelle ». Il s'agit d'une « fonction partielle » (en un sens intuitif, pas au sens de la théorie), sur la classe de tous les ensembles, qui est définie par une formule du langage de la théorie. Tout l'intérêt de l'axiome réside dans les cas où cette relation fonctionnelle ne correspond pas à une fonction de la théorie des ensembles étudiée, qui doit être alors définie comme un ensemble (essentiellement un ensemble de couples). Dit autrement, on peut parler de classe fonctionnelle. Les cas particuliers où la classe fonctionnelle n'est pas une classe propre se déduisent des axiomes de la théorie de Zermelo (voir Couple (mathématiques)).
Une autre façon d'énoncer le schéma de remplacement, équivalente en présence du schéma de compréhension, est d'ailleurs de dire que la restriction d'une classe fonctionnelle à un ensemble définit une fonction (qui peut être une fonction partielle sur l'ensemble en question).
L'axiome s'écrit dans le langage de la théorie des ensembles, de la façon suivante. Tout d'abord, étant donné un prédicat à deux arguments, c’est-à-dire une formule F à deux variables libres x et y plus d'éventuels paramètres a1 … ap, on doit écrire que la relation entre x et y décrite par cette formule est fonctionnelle (a1 … ap étant fixés) :
∀x ∀y ∀y' [(F x y a1 … ap et F x y'  a1 … ap) ⇒ y = y' ].
On peut donc écrire formellement le schéma d'axiomes ainsi (l'emploi des majuscules pour A et B, qui n'a aucune signification propre — il n'y a que des ensembles en théorie des ensembles — ne sert qu'à la lisibilité) :
∀a1 … ap { ∀x ∀y ∀y' [(F x y a1 … ap et F x y'  a1 … ap) ⇒ y = y' ] ⇒ ∀A ∃B ∀ y [y ∈ B ⇔ ∃ x(x ∈ A et F x y a1 … ap) ] }
ce pour toute formule F n'ayant d'autres variables libres que x, y, a1, … ,ap.
Il y a un axiome pour chaque prédicat F : il s'agit d'un schéma d'axiomes. La formule F, les paramètres a1 … ap et l'ensemble A étant fixés, l'ensemble B ainsi défini est unique par l'axiome d'extensionnalité.
Une variante du schéma de remplacement tel qu’énoncé ci-dessus, est de supposer qu’en plus d’être fonctionnelle, la relation définie par F (avec les notations ci-dessus) est partout définie sur l’univers, on ajoute donc l'hypothèse
∀a1 … ap ∀x ∃y F x y a1 … ap.
Dans ce cas, on peut utiliser la notation y = ϕ(x) pour la classe fonctionnelle F x y (on pourrait bien sûr ajouter des paramètres). Si A est un ensemble, l'ensemble obtenu par remplacement à partir de la relation fonctionnelle F se note alors {ϕ(x) | x ∈ A}.
Quand f est une fonction (au sens ensemble de couples) définie sur A, on note également
{f(x) | x ∈ A} = {y | ∃ x ∈ A y = f(x)}
(ensemble dont l'existence se justifie par le schéma de compréhension).
Ainsi modifié, le schéma d’axiomes est évidemment conséquence du schéma original. Réciproquement, dès que l’on a une relation fonctionnelle définie en au moins un élément a de A, et dont nous appellerons b l’image par cette relation, on complète la relation F en associant b partout où F n’est pas définie. On a ainsi déduit le schéma d’axiomes original de sa forme modifiée, sauf dans le cas où la relation fonctionnelle restreinte à A est vide. Ce cas n’est utile que pour définir l’ensemble vide. Et donc il faut énoncer l’axiome de l'ensemble vide pour déduire la forme originale de la forme modifiée, en particulier pour déduire le schéma d'axiomes de compréhension dans toute sa généralité.

## Utilisation du schéma de remplacement
Le schéma d’axiomes de remplacement est par exemple utile pour les définitions par induction sur un bon ordre. Ainsi, dans la théorie des ensembles de Zermelo, c'est-à-dire en l'absence du schéma de remplacement, on ne peut pas démontrer que tout ensemble bien ordonné est isomorphe à un ordinal de von Neumann.
Mais le schéma de remplacement est « inutile » si la relation fonctionnelle en jeu est un ensemble de couples, c’est-à-dire si c’est une fonction au sens de la théorie des ensembles. Dans ce cas, le schéma d'axiomes de compréhension, qui est plus simple à comprendre et à utiliser, suffit essentiellement (il faut l’axiome de la paire pour pouvoir construire les couples — voir l’article Couple).
Par ailleurs, le schéma d'axiomes de compréhension est une conséquence — on pourrait même dire un cas particulier — du schéma de remplacement. De même, l’axiome de la paire se déduit du schéma de remplacement en présence de l’axiome de l'ensemble des parties (voir chacun de ces articles).

## Schéma d'axiomes de collection
Le schéma d'axiomes de collection est une forme du schéma de remplacement, où on lève la condition que la relation est fonctionnelle. Il énonce qu'étant donné un ensemble A et une relation définie par une formule (notée F ci-dessous), alors il existe un ensemble C tel que chaque élément de A qui a une image par la relation, en a une dans C.
∀a1 … ap ∀A ∃C ∀ x ∈ A (∃ y F x y a1 … ap ⇒ ∃ y ∈ C F x y a1 … ap)
Ce schéma d'axiomes a pour conséquence le schéma d'axiomes de remplacement, en utilisant le schéma d'axiomes de compréhension. En effet, si la relation définie par la formule F est fonctionnelle, on retrouve l'ensemble noté B ci-dessus en le définissant comme le sous-ensemble des éléments de C en relation avec un élément de A.
Le schéma de collection se démontre à partir du schéma de remplacement et des autres axiomes de ZF, en présence de l'axiome de fondation. Dans ce cas il est possible de définir le rang ordinal d'un ensemble (voir article Axiome de fondation). La formule F étant donnée, on peut écrire une nouvelle formule qui à un élément de A associe l'ensemble des éléments de rang minimal en relation par F avec cet élément. Celle-ci définit une relation fonctionnelle, et donc on peut appliquer le schéma de remplacement. En appliquant l'axiome de la réunion à l'ensemble obtenu on obtient un ensemble C qui satisfait le schéma de collection pour A et F.